# Psammphiletria
Psammphiletria és un gènere de peixos pertanyent a la família dels amfílids i a l'ordre dels siluriformes.

## Etimologia
Psammphiletria prové dels mots grecs psammo (sorra) i philetria (amant de).

## Descripció
Presenten un lòbul nasal molsut i prominent. 4-5 radis branquiòstegs. Radis de les aletes pectorals i dorsal esvelts i flexibles. Aleta adiposa triangular, moderadament allargada i amb el seu origen al voltant de la base del tercer radi de l'aleta anal. 3-4 parells de costelles. Origen de les aletes pelvianes per sota de les vèrtebres 10-11. Lòbul inferior de l'aleta caudal clarament perllongat. Entre 33 i 36 vèrtebres. Cap i cos, en general, blanc, translúcid, però no transparent. Presenten una filera gairebé contínua de taques marrons a la superfície dorsal del cos. Cap, aletes i flancs sense marques, llevat d'una taca peduncular en forma de diamant i d'algunes altres més petites just abans d'aquella. S'assemblen superficialment als alevins d'Amphilius, però aquest darrer no té lòbul nasal, presenta 6-8 radis branquiòstegs i 10 o més parells de costelles, i el lòbul inferior de l'aleta caudal no és perllongat.

## Hàbitat i distribució geogràfica
Són peixos d'aigua dolça, demersals i de clima tropical, els quals viuen a Àfrica: el llac Pool Malebo a la República Democràtica del Congo i el riu Ubangui (conca del riu Congo a la República Centreafricana).

## Cladograma
| Psammphiletria (Roberts, 2003) | \| \| Psammphiletria delicata (Roberts, 2003)[3] \| \| \| \| \| \| Psammphiletria nasuta (Roberts, 2003)[3][9][10] \| \| \| \| |
|                                | \| \| Psammphiletria delicata (Roberts, 2003)[3] \| \| \| \| \| \| Psammphiletria nasuta (Roberts, 2003)[3][9][10] \| \| \| \| |
|                                | Dolichamphilius |
|                                | |
|                                | Leptoglanis |
|                                | |
|                                | Tetracamphilius |
|                                | |
|                                | Zaireichthys |
|                                | |
|                                | Psammphiletria delicata (Roberts, 2003)                                                                                        |
|                                | |
|                                | Psammphiletria nasuta (Roberts, 2003)                                                                                          |
|                                | |

|  | Psammphiletria delicata (Roberts, 2003) |
|  |                                         |
|  | Psammphiletria nasuta (Roberts, 2003)   |
|  |                                         |

## Estat de conservació
Ambdues espècies apareixen a la Llista Vermella de la UICN a causa dels problemes generats per la urbanització del llac Malebo Pool, l'abocament d'aigües residuals, les extraccions mineres de diamants i or a la conca del riu Ubangui, la desforestació, les pràctiques agrícoles, la contaminació emesa per la ciutat de Bangui, el trànsit de vaixells, la pesca (fins i tot, amb verí) amb destinació al consum humà i la toxicitat del plom contingut als olis dels cotxes. Tot i que encara hi són en gran nombre, la mida general de totes dues espècies és cada vegada més petita.